# ミルキー

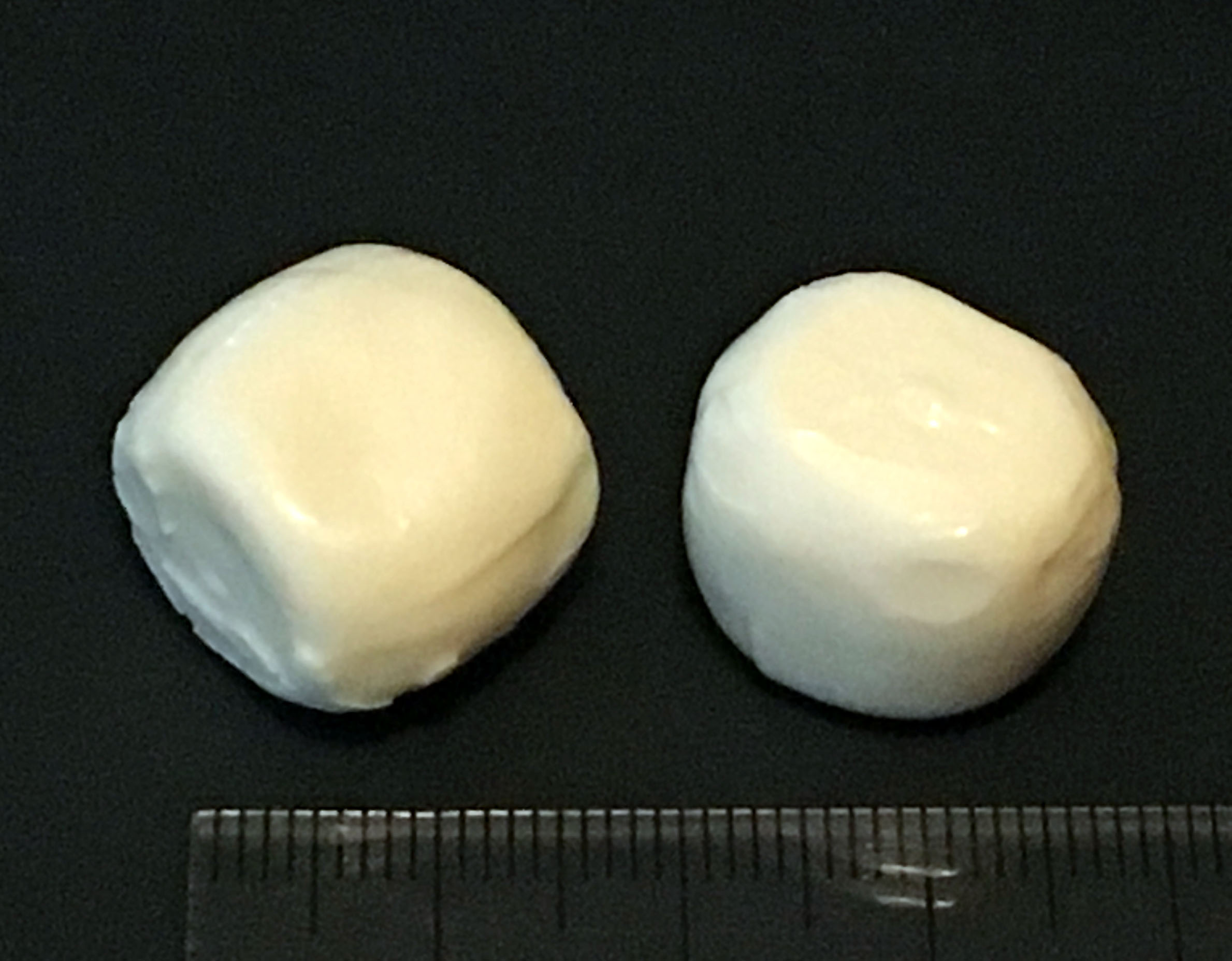
ミルキー

ミルキー（Milky）は、株式会社不二家が1951年（昭和26年）から発売しているキャンディ、およびその関連商品のブランド名である。

## 概要
北海道産の牛乳を使ったミルク味のソフトキャンディで、「ミルキーはママの味」というキャッチフレーズと、パッケージに大きくプリントされたペコちゃんの絵が特徴である。ペコちゃんはもともとは本商品のみのキャラクターだったが、後に不二家全体のマスコットキャラクターとなった。なお本商品を含む「ミルキー」ブランドで用いられているペコちゃん（「ミルキーペコ」）と他の不二家製品などで用いられているものとは多少違いがある。詳しくは「ペコちゃん」を参照のこと。
かつてはおまけ付きの大箱が人気を集めたが、1990年代に生産停止となり、2010年（平成22年）の時点で120g入りの「ミルキー袋」が最も販売数が多くなっている。過去に通常のミルキーの約1.7個分の大きさの大玉ミルキーが入っていたことがあり、包み紙にはペコちゃんとDogの絵がプリントされていたが、2016年9月の出荷分をもって「大玉ミルキー」の企画は終了した。大玉ミルキーのみを詰め合わせたものも発売されている。まれに包み紙の絵柄が四つ葉のクローバーになっているものもあり、ラッキーアイテムとされている。
また、7粒ミルキー箱の上フタの裏面に、5つ又は1つのハートマークが印刷されている場合があり、この上フタをハート5つの場合は1枚、ハート1つの場合は5枚集めて応募すると「ペコちゃん 秘密の宝箱」をもらうことができる。
キャンディ以外にもミルキー風味のクリームを用いた「ミルキーチョコレート」や「ミルキークランチクッキー」、「ミルキードリンク」や「ミルキーアイス」などの派生商品も販売されている。また、不二家洋菓子店ではミルキークリームをロールケーキの中に入れた「ミルキークリームロール」や生キャラメル状の「生ミルキー」などが販売されている。不二家以外の他社でも商品展開されており、不二家の親会社である山崎製パンからミルキー風味のランチパックやクリームパンなどが、日本マクドナルドでも2021年（令和3年）に期間限定商品として、ミルキー風味のマックシェイクとワッフルコーンがそれぞれ発売されている。
現在はハードキャンディ(通常の固いキャンディ)タイプの「カッチコッチミルキー」も発売されている。

## 歴史
不二家の創業者、藤井林右衛門が静岡県沼津市の工場において、戦災で焼け残ったボイラー1基で生産していた水飴と練乳を組み合わせて菓子が作れないかと試行錯誤し、誕生した。発売開始時点では銀座店（東京都）のみの販売だったが、翌年（1952年）、販売を全国に拡大した。「母親が安心して幼児に与えられるお菓子」を発想の原点としていた。発売当時の価格は7個入りの小箱が10円、24個入りの取っ手付きの大箱が50円だった。原料代は高価だったものの、児童向けであることから低めの価格設定だった。当初は「ジョッキー」という商品名だったが、練乳を使用していることから「ミルキー」に改名された。
1950年代から1960年代は大箱入りのものはペコちゃんの目の部分が樹脂製カバーで作られ、黒目が箱とともに動いた。1970年代に入ると目は印刷になる。大箱は生産停止となった後も時折復刻生産が行われている。また缶入りのものや棒状の「ペコちゃんバー」（あるいは「ミルキーバー」）が発売されていた時期もあった。
後述の「期間限定味」以前にも変わり味ミルキーが発売された事があり、1957年にはチョコレートミルキーとコーヒーミルキー、1963年にはフルーツミルキー（イチゴ・メロン・レモン・オレンジ）が発売された事があった（全て小箱サイズ）。なお3種類ともデザインはオリジナルだったが、チョコレートとコーヒーは1961年から赤箱と同じデザインに統一、チョコレートは白箱、コーヒーは黄箱にした。
赤箱のデザインはあまり変わっていない様に見えるが、ポコちゃんは時期や箱によって変わっており、小箱では帽子がキャップ、シャツが縞模様になっていた。その後1969年からシャツを紫色から黄色に変更した。また1979年には黄箱と水色箱を追加し、上に「花」（赤）「花と小鳥」（黄）「乗り物」（水色）のイラストが描かれ、ポコちゃんも黄箱は野球のユニフォーム、水色箱はアメリカンフットボールのユニフォーム姿にした事があった。このほか1968年には、水森亜土によるイラストのミルキーが発売された。また1964年に東京オリンピックが開催されると、ペコ・ポコがオリンピック競技に挑戦している限定パッケージで発売された。

## 期間限定の味
2001年（平成13年）から、期間限定でミルク味以外のミルキーも作られるようになった。
- 2001年（平成13年）10月 - いちごミルキー
- 2003年（平成15年）1月 - いちごミルキー
- 2003年（平成15年）4月 - バナナミルキー
- 2003年（平成15年）10月 - ココアミルキー
- 2004年（平成16年）1月 - いちごミルキー
- 2004年（平成16年）4月 - バナナミルキー
- 2004年（平成16年）10月 - ココアミルキー
- 2005年（平成17年）1月 - いちごミルキー
- 2005年（平成17年）4月 - ももミルキー
- 2005年（平成17年）10月 - カフェ・オ・レミルキー
- 2006年（平成18年）1月 - いちごミルキー
- 2006年（平成18年）3月 - 抹茶ミルキー
- 2006年（平成18年）10月 - ロイヤルミルクティーミルキー
- 2007年（平成19年）1月 - いちごとれん乳のミルキー
- 2007年（平成19年）3月 - バナナオーレミルキー
- 2007年（平成19年）6月 - パイナップルミルキー
- 2007年（平成19年）10月 - ココアミルキー
- 2008年（平成20年）1月 - いちごとれん乳のミルキー
- 2008年（平成20年）7月 - マンゴーミルキー
- 2009年（平成21年）3月 - バナナミルキー
- 2009年（平成21年）6月 - メロンミルキー
- 2009年（平成21年）8月 - しおミルキー
- 2009年（平成21年）9月 - 黒糖ミルキー
- 2010年（平成22年）3月 - 抹茶ミルキー
- 2010年（平成22年）6月 - ソフトクリームミルキー
- 2010年（平成22年）7月 - しおミルキー
- 2010年（平成22年）9月 - ロイヤルミルクティーミルキー
- 2010年（平成22年）12月- いちごみるくミルキー
- 2011年（平成23年）2月 - まろやかももミルキー
- 2011年（平成23年）6月 - しおミルキー
- 2011年（平成23年）10月- 和栗のモンブランミルキー
- 2015年（平成27年）12月 - あまおうミルキー[9]
- 2017年 (平成29年)　5月 - 乳酸菌入りしおミルキー
- 2017年 (平成29年)　6月 - 瀬戸内レモンミルキー

## チャネル限定の味（ご当地ミルキー）
- 秋田限定ミルキー - 秋田ババヘラ風味
- 栃木限定ミルキー - とちおとめ風味
- 東京限定ミルキー - アイスクリン風味
- 関西限定ミルキー - 京のお抹茶プリン風味
- 沖縄限定ミルキー - 黒みつ風味
- 名古屋限定ミルキー - 小倉トースト風味
- 九州限定ミルキー - あまおう苺
- 中四国限定ミルキー - 柑橘ミックス(いよかん・温州みかん・すだち)